# Qazigund
Qazigund (en cachemir: কাজিগুন্দ ) es una localidad de la India en el distrito de Anantnag, estado de Jammu y Cachemira.

## Geografía
Se encuentra a una altitud de 1 677 m s. n. m. a 76 km de la capital estatal, Srinagar, en la zona horaria UTC +5:30.

## Demografía
Según estimación 2010 contaba con una población de 6 003 habitantes.